# Hl. Familie (Bad Tölz)

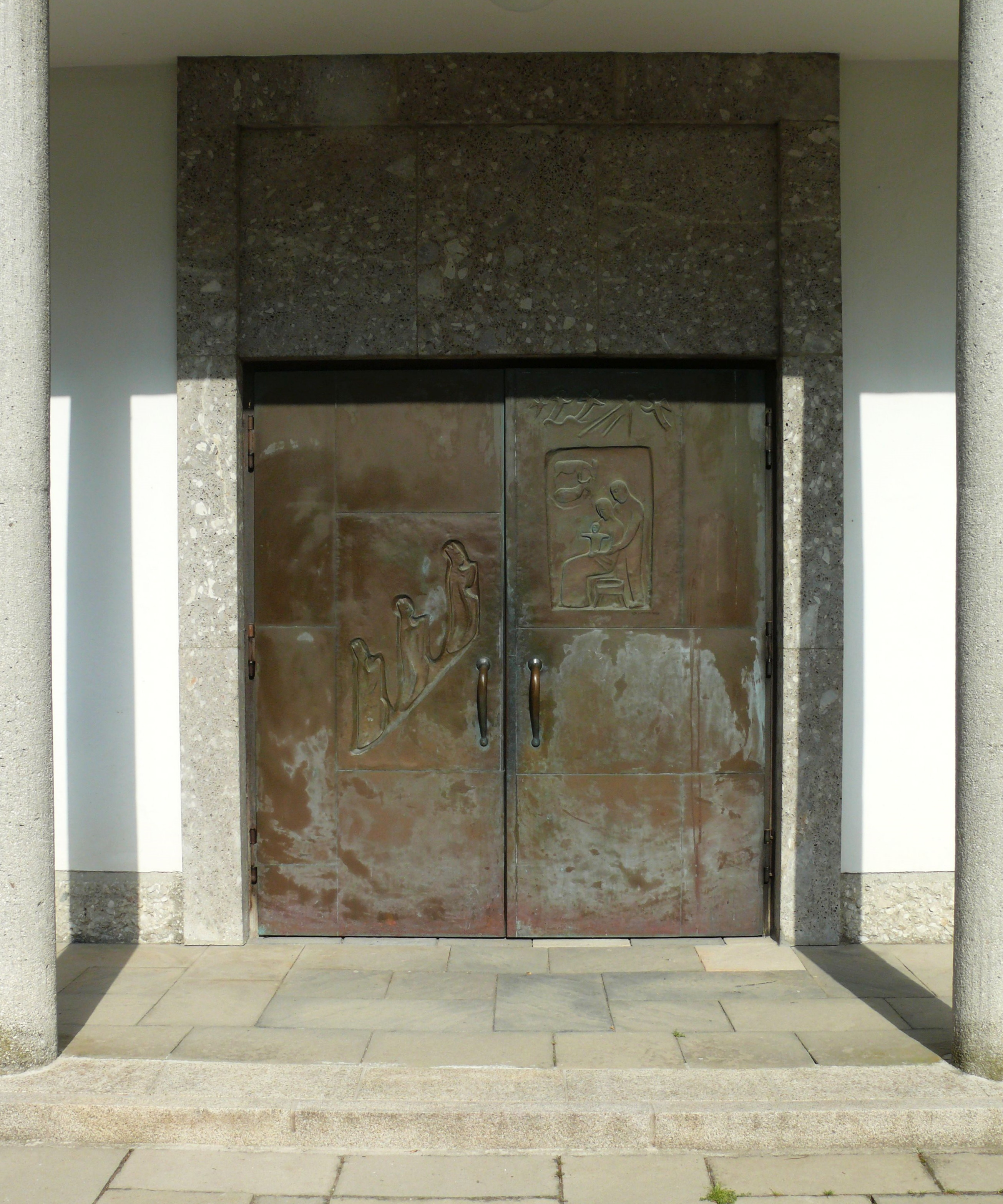
Eingangsportal

Die römisch-katholische Pfarrkirche Hl. Familie steht am Kardinal-Wendel-Platz 6 in der Stadt Bad Tölz im oberbayerischen Landkreis Bad Tölz-Wolfratshausen in Bayern. Das Bauwerk ist als Baudenkmal unter der Nr. D-1-73-112-324 eingetragen. Die Kirche gehört zum Pfarrverband Bad Tölz, Dekanat Bad Tölz-Wolfratshausen im Erzbistum München und Freising. Sie ist neben der Pfarrei Mariä Himmelfahrt (Bad Tölz) die zweite Pfarrei in der Stadt Bad Tölz.

## Geschichte
Im Süden von Bad Tölz entstand nach dem Zweiten Weltkrieg für die Flüchtlinge und Industriearbeiter der nahe gelegenen Fabrik der Holzindustrie die Karwendelsiedlung als neuer Stadtteil. Dort wurden Grundstücke für kleine Eigenheime bereitgestellt. Ebenfalls entstand daran anschließend die Wohnsiedlung Oberes Griesfeld.
Für die Versorgung der Einwohner mit kirchlichen Angeboten wurde die Errichtung einer zweiten Pfarrkirche notwendig. Diese wurde dort von 1959 bis 1960 errichtet. Die Kirche mit dem freistehenden Campanile bildet das städtebauliche Zentrum der südlichen Stadtteile. Der Architekt Fritz Strunz aus Bad Tölz hat die Kirche und die Nebengebäude erbaut.
Nachdem am 26. Juli 1959 der Grundstein gelegt worden war, fand am 10. Juli 1960 die Weihe der Kirche durch den Erzbischof von München und Freising, Joseph Kardinal Wendel statt.

## Ausstattung

### Orgel
Die Orgel mit 18 Registern auf zwei Manualen und Pedal wurde von Späth, Gebr., Ennetach-Mengen (Gebr. Späth Orgelbau) im Jahr 1965 neu gebaut. Die Disposition lautet:
| I Hauptwerk        |    |
| Prinzipal          | 8′ |
| Rohrflöte          | 8′ |
| Oktav              | 4′ |
| Kleingedackt       | 4′ |
| Waldflöte          | 2′ |
| Mixtur IV–V        |    |
| Liebliche Trompete | 8′ |

| II Positiv   |              |
| Gedackt      | 8′           |
| Weidenpfeife | 8′           |
| Koppelflöte  | 4′           |
| Prinzipal    | 2′           |
| Terzian      | 1 3⁄5′+1 ⁄3′ |
| Scharff III  | 1′           |

| Pedal   |       |
| Subbaß  | 16′   |
| Oktav   | 8′    |
| Pommer  | 8′    |
| Piffaro | 4′+2′ |
| Fagott  | 16′   |

- Koppeln: II/I, I/P, II/P
- Spielhilfen: 2 Freie Kombinationen, Tutti, Zungen ab, Register Crescendo

### Glocken
Im freistehenden Campanile läuten insgesamt fünf Bronzeglocken, wovon die vier größten (aus dem Jahr 1961) das Hauptgeläut bilden. Das Geläut erklingt in der Melodielinie des Salve Regina. Zusätzlich befindet sich eine Sterbeglocke von 1691 auf dem Turm. Die Glocken hängen an geraden Stahljochen in einem Stahlglockenstuhl.
Bemerkenswert ist auch noch die Sakristeiglocke der Pfarrkirche. Sie wurde im Jahre 1601 von Sixtus Steger gegossen (Durchmesser 311 mm – Ton e3). Diese Glocke hing mit der Sterbeglocke von 1691 in früherer Zeit auf dem Turm der Stadtpfarrkirche Mariä Himmelfahrt.